# Canillo
Canillo (katalánská výslovnost: [kəˈniʎu] případně [kaˈniʎo]IPA) je jednou ze sedmi farností Andorrského knížectví. Rozkládá se na severovýchodě země a jejím administrativním centrem je stejnojmenné město. Ve městě Canillo se nachází gondolová lanovka vedoucí do lyžarského střediska Grandvalira. Žije zde přibližně 5 800 obyvatel.

## Geografie
Canillo leží v nadmořské výšce 1 400–2 913 m n. m. a s rozlohou 121 km² se jedná o největší farnost Andorry. Sousedí s farnostmi Ordino na západě a Encamp na jihu. Sdílí státní hranici s francouzskými departementy Ariège a Pyrénées-Orientales.

## Města a vesnice ve farnosti Canillo
Ve farnosti se nacházejí následující sídla:

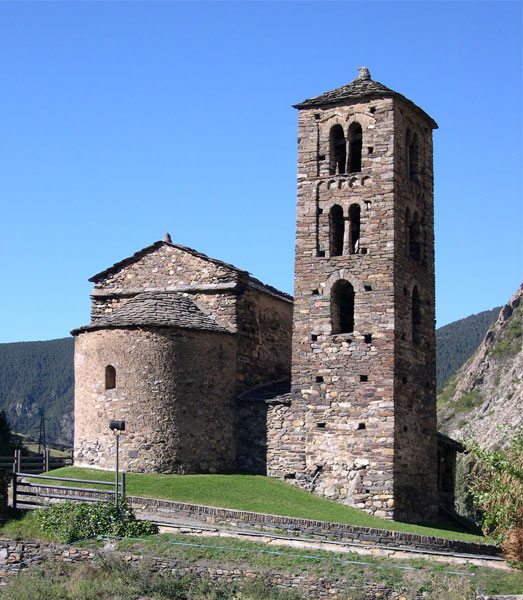
Kostel Sant Joan de Caselles ve městě Canillo

| Název sídla | Počet obyvatel (2018) |
| ----------- | --------------------- |
| l'Aldosa    | 173                   |
| Canillo     | 2 066                 |
| el Forn     | 63                    |
| Incles      | 283                   |
| Meritxell   | 56                    |
| els Plans   | 13                    |
| Prats       | 54                    |
| Ransol      | 178                   |
| Soldeu      | 529                   |
| el Tarter   | 680                   |
| el Vilar    | 8                     |